# Olax latifolia
Olax latifolia är en tvåhjärtbladig växtart som beskrevs av Adolf Engler. Olax latifolia ingår i släktet Olax och familjen Olacaceae. Inga underarter finns listade i Catalogue of Life.